# Elecciones al Parlamento Europeo de 2024 (Rumania)
Las elecciones al Parlamento Europeo de 2024 en Rumania se celebraron el 9 de junio de 2024. Esta fue la quinta elección del Parlamento Europeo que se celebró en Rumanía desde la adhesión del país a la Unión Europea en 2007 y la primera desde el Brexit.

## Resultados
| Candidatura                                        | Candidatura                                        | Votos      | %     | Escaños |
| -------------------------------------------------- | -------------------------------------------------- | ---------- | ----- | ------- |
|                                                    | Alianza PSD-PNL                                    | 4 341 356  | 48,55 | 19      |
|                                                    | Alianza para la Unión de los Rumanos (AUR)         | 1 334 845  | 14,93 | 6       |
|                                                    | Alianza Derecha Unida (ADU)                        | 778 824    | 8,71  | 3       |
|                                                    | Unión Democrática de Húngaros en Rumania (UDMR)    | 579 177    | 6,48  | 2       |
|                                                    | S.O.S. Rumania (SOS RO)                            | 450 019    | 5,03  | 2       |
|                                                    | Candidato independiente: Nicolae Ștefănuță         | 275 789    | 3,08  | 1       |
| Renovación del Proyecto Europeo de Rumania (REPER) | Renovación del Proyecto Europeo de Rumania (REPER) | 334 697    | 3,74  | 0       |
| Partido de la Diáspora Unida                       | Partido de la Diáspora Unida                       | 159 937    | 1,79  | 0       |
| Partido Humanista Social Liberal                   | Partido Humanista Social Liberal                   | 132 398    | 1,48  | 0       |
| Partido de los Patriotas                           | Partido de los Patriotas                           | 65 440     | 0,73  | 0       |
| Partido de la Gran Rumanía (PRM)                   | Partido de la Gran Rumanía (PRM)                   | 59 270     | 0,66  | 0       |
| La Alternativa Correcta (AD)                       | La Alternativa Correcta (AD)                       | 40 281     | 0,45  | 0       |
| Alianza Socialista de Rumania (PSR-PSDM)           | Alianza Socialista de Rumania (PSR-PSDM)           | 37 119     | 0,42  | 0       |
| Otros candidatos independientes                    | Otros candidatos independientes                    | 352 947    | 3,95  | 0       |
| Votantes totales                                   | Votantes totales                                   | 9 430 586  |       |         |
| Votantes inscritos                                 | Votantes inscritos                                 | 18 024 411 |       |         |